# スロヴァツカ組曲
スロヴァツカ組曲（Slovácká svita ）作品32は、ヴィーチェスラフ・ノヴァークが1903年に作曲した5曲からなるピアノ連弾のための組曲。同年に作曲者によりオーケストレーションされた。

## 概要
1896年、ノヴァークはモラヴァ（モラヴィア）、スロヴァツコ (Slovácko)、ラシュスコ(Lašsko)、ヴァラシュスコ (Valašsko)、スロヴァキアへ民俗音楽収集に出掛けている。『スロヴァツカ組曲』はその成果を取り入れた第1作に当たる。この組曲はチェコのモラヴァとスロヴァキアにまたがるスロヴァツコ地方の情景を描写している．

## 構成
- 第1曲「教会で」（V kostele）
- 第2曲「子供たちのなかで」（Mezi dětmi）
- 第3曲「恋人たち」（Zamilovaní）
- 第4曲「音楽とともに」（U muziky）
- 第5曲「夜に」（V noci）

## 日本語題について
スロヴァツコ（チェコ語：Slovácko）は、英語では本来 Moravian Slovakia であるが、本作の題名が Moravian Slovakia Suite ではなく Slovakia Suite と英訳されてしまったため、日本語訳する際にスロヴァキア（スロヴァキア語・チェコ語：Slovensko、英語：Slovakia）と混同され、『スロヴァキア組曲』と訳されている。

## 各曲の英語訳について
『スロヴァツカ組曲』を収録したCDが5枚あり、演奏と発売国は次のとおりである。
1. ピアノ：チェコ人、発売：チェコ（レーベル：Kvita）
2. 指揮：チェコ人、オーケストラ：チェコ、発売：チェコ（レーベル：スプラフォン）［2枚］
3. 指揮：チェコ人、オーケストラ：イギリス、発売：イギリス
4. 指揮：チェコ人、オーケストラ：チェコ、発売：日本

それぞれの盤の英語訳は次のとおりとなっている。
- 第1曲 - 1. 2. "In the church" / 3. "At church" / 4. "In church"
- 第2曲 - 1. 2. 4. "Among children" / 3. "Children's scene"
- 第3曲 - 1. "Lovers" / 2. "The amorous couple" / 3. "The lovers" / 4. "Two in love"
- 第4曲 - 1. "Village dancing" / 2. "The country musicians" / 3. "The ball" / 4. "The band"
- 第5曲 - 1. 2. 4. "At night" / 3. "The night"

なお、4. はチェコ録音、日本発売であるが、クレジットは日本語・英語のみでチェコ語では表記されていない．